# Accattone
Accattone es una película italiana dramática de 1961 dirigida por Pier Paolo Pasolini. Fue la primera película del realizador, y en ella ya aparece el personalísimo mundo de la Roma marginal de Pasolini. Monica Vitti puso la voz del personaje de Ascenza, si bien no figura acreditada. Bernardo Bertolucci trabajó en la cinta como asistente de producción.

## Sinopsis

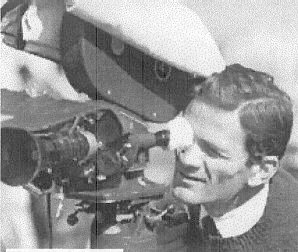
Pasolini durante el rodaje de la película.

Accattone es un pequeño proxeneta de los suburbios —"accattone" se puede traducir por "mendigo"—. Acosado por el hambre y decidido a cualquier cosa antes que trabajar, roba y ha abandonado a su esposa y a sus hijos. Para él trabaja Maddalena. Viven en casa de Nannina, la esposa de Cicio, el hombre para el que trabajaba Maddalena antes: este ha sido denunciado por ella y está en la cárcel. Un día, unos amigos de Cicio se llevan a Maddalena, le pegan y la abandonan porque Accattone les ha avisado de que ella denunció a Cicio. Accattone, sin dinero, intenta convencer a Stella, una joven chica pura e ingenua, a prostituirse. Sus amigos, semejantes a él, tampoco suponen un freno y así, entre violencias y riesgos varios, Accattone hace lo único que sabe: pensar sólo en sí mismo e intentar sobrevivir.

## Influjo cultural

### En la música
En marzo de 2006, el músico Morrissey lanzó el sencillo You Have Killed Me, escrito junto a Jesse Tobias, como primer adelanto del álbum Ringleader of the Tormentors. En él se hace referencia a la película mediante la frase: "Pasolini is me"/"Accattone you'll be".